# Frontières du Mexique

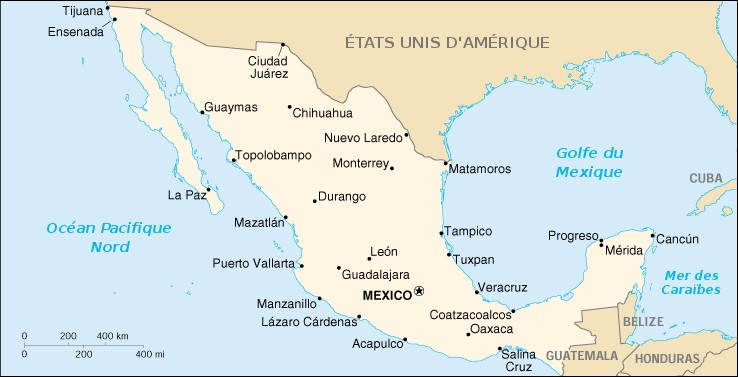
Carte du Mexique (en clair), mettant en évidence ses frontières terrestres avec les pays voisins.

Les frontières du Mexique consistent en l'ensemble des segments maritimes ou terrestres qui définissent le domaine géographique sur lequel le Mexique peut exercer sa souveraineté. 

## Frontières

### Frontières terrestres
Le Mexique possède des frontières terrestres avec 3 pays : 
- au nord du pays, la frontière avec les États-Unis, qui mesure 3141 km,  s'étendant de l'océan Atlantique à l'océan Pacifique.
- au sud du pays, le Mexique a une frontière terrestre avec le Guatemala et le Belize, qui s'étend sur un total de 1152 km, de la mer des Caraïbes à l'océan Pacifique.

### Frontières maritimes

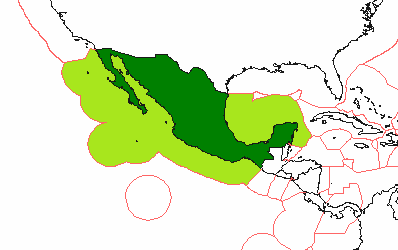
Carte de la ZEE (zone économique exclusive) du Mexique (en vert).

Le Mexique partage une frontière maritime avec 5 pays :
- dans l''océan Pacifique avec les États-Unis et le Guatemala.
- dans l'océan Atlantique avec les États-Unis.
- dans la mer des Caraïbes avec le Belize, Cuba et le Honduras.

La frontière maritime entre le Honduras et le Mexique relève d'un traité de 2005, basé sur 6 points, créant un tracé de 263 km. La frontière maritime entre le Mexique et Cuba a été définie par un traité de 1976. Les États-Unis partagent quant à eux une frontière maritime de 785 km (565 km dans l'océan Pacifique et 621 km dans le Golfe du Mexique) déterminés successivement par trois traités de 1970, 1978 et de 2000 entre les deux pays.

### Récapitulatif
| Pays       | Terre (km) | Mer (km) | Total (km) |
| ---------- | ---------- | -------- | ---------- |
| Belize     | 193        | *        | 193*       |
| Cuba       | —          | 652      | 652        |
| États-Unis | 3 141      | 1 186    | 4 327      |
| Guatemala  | 959        | *        | 959*       |
| Honduras   | —          | 263      | 263        |
| Total      | 4 293      | 2101*    | 6 394*     |

*: données incomplètes.